# Монье, Морис
Морис Монье (итал. Maurice Monier; род. 21 декабря 1952, Сен-Паль-де-Шаланкон, Франция) — французский куриальный прелат. Прелат-аудитор Трибунала Римской Роты с 1 сентября 1995 по 12 декабря 2016. Про-декан Трибунала Священной Римской Роты с 12 декабря 2016 по 2018.